# Nyírkércs
Nyírkércs là một thị trấn thuộc hạt Szabolcs-Szatmár-Bereg, Hungary. Thị trấn này có diện tích 14,28 km², dân số năm 2010 là 808 người, mật độ 57 người/km².